# المساقي (السوادية)

تعديل مصدري - تعديل

المساقي هي إحدى قرى عزلة الحراتيك بمديرية السوادية التابعة لمحافظة البيضاء، بلغ تعداد سكانها 107 نسمة حسب تعداد اليمن لعام 2004.